# 六间房镇
六间房镇，是中华人民共和国辽宁省沈阳市辽中区下辖的一个乡镇级行政单位。

## 行政区划
六间房镇下辖以下地区：
马家房村、六间房村、八家子村、正士堡村、许家村、韭菜岗子村、马龙村、裴家乡村、吉庆台村、梁家村、马三家子村、长岗子村、化家新村和新立屯村。